# Essigsäurebutylester
Essigsäurebutylester, auch Essigsäure-n-butylester, Butylacetat oder Butylethanoat, ist ein klares, farbloses Lösungsmittel mit eher angenehmem, fruchtartigem Geruch, das natürlich in vielen Früchten vorkommt und Bestandteil des Apfelaromas ist. Es handelt sich um den Ester der Essigsäure mit 1-Butanol. Neben diesem haben noch die Butylacetate der isomeren Butanole Essigsäure-sec-butylester, Essigsäureisobutylester und Essigsäure-tert-butylester Bedeutung.

## Vorkommen

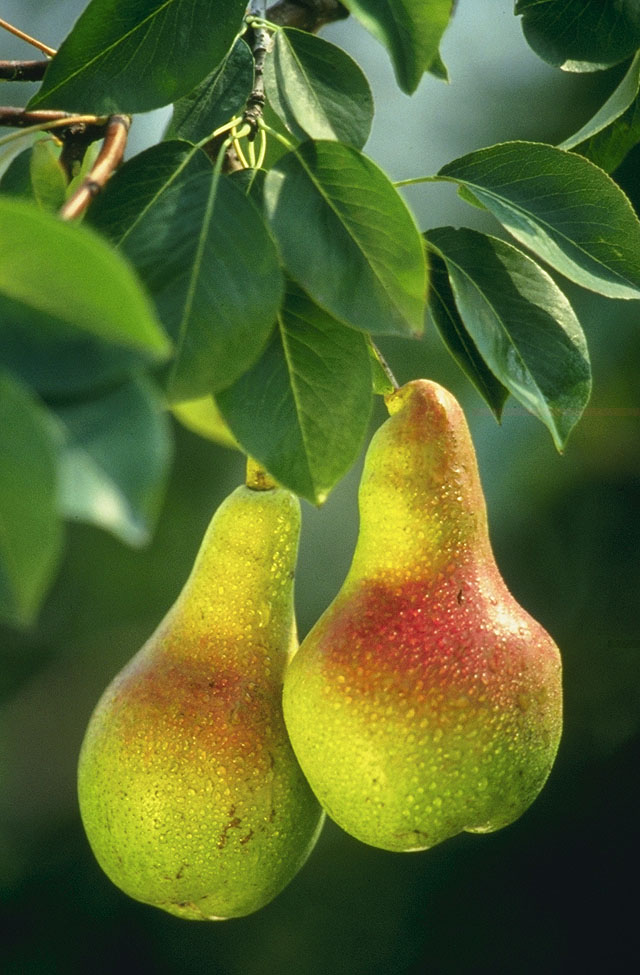
Butylacetat ist eine wichtige Aromakomponente in Birnen

Butylacetat ist als Fruchtester in Fruchtaromen weitverbreitet und in einigen Fällen eine der Hauptkomponenten. Es kommt beispielsweise in Äpfeln vor, unter anderem in den Sorten Granny Smith, Golden Delicious und Gala, und auch in Apfelbaumblüten. Auch in Birnen, Bananen, Melonen und Erdbeeren ist es enthalten. Weiterhin kommt es in Pflaumen, Feigen, Passionsfrucht, Jackfrucht, Papaya und Bergpapaya, Pfirsich und Nektarinen, sowie in Lulo, Pepino und Curuba vor. Es ist auch in Fruchtsäften (beispielsweise von Birne und Aprikose) sowie in Olivenöl enthalten.

## Gewinnung und Darstellung
Großtechnisch wird Essigsäurebutylester durch säurekatalysierte Veresterung von Essigsäure mit 1-Butanol bei Temperaturen von 80–120 °C hergestellt. Als Katalysator werden dafür meist saure Ionentauscherharze verwendet. Im Labormaßstab wird als Katalysator meist p-Toluolsulfonsäure verwendet.
Nach dem Prinzip von Le Chatelier bewirkt eine Abtrennung des entstehenden Wassers bzw. das Abziehen des Esters eine Verlagerung des Gleichgewichts auf die Produktseite (siehe auch Massenwirkungsgesetz).

## Eigenschaften
Essigsäurebutylester ist eine farblose Flüssigkeit mit fruchtartigem Geruch. Die Schmelztemperatur beträgt −76 °C. Der Siedepunkt unter Normaldruck liegt bei 126 °C. Mit Wasser bildet die Verbindung ein azeotrop siedendes Gemisch. Bei Normaldruck und mit einem Wassergehalt von 26,7 Ma% liegt der azeotrope Siedepunkt bei 90,2 °C.

### Thermodynamische Eigenschaften
Die Dampfdruckfunktion ergibt sich nach Antoine entsprechend log10(P) = A−(B/(T+C)) (P in bar, T in K) mit A = 4,26803, B = 1440,231 und C = −61,362 im Temperaturbereich von 332,9 bis 399,2 K.
| Eigenschaft               | Typ                | Wert [Einheit]                          | Bemerkungen                |
| ------------------------- | ------------------ | --------------------------------------- | -------------------------- |
| Standardbildungsenthalpie | ΔfH0liquid ΔfH0gas | −609,6 kJ·mol−1[40] −566,0 kJ·mol−1[40] | als Flüssigkeit als Gas    |
| Verbrennungsenthalpie     | ΔcH0liquid         | −3467,0 kJ·mol−1[40]                    |                            |
| Wärmekapazität            | cp                 | 225,11 J·mol−1·K−1 (25 °C)[41]          | als Flüssigkeit            |
| Kritische Temperatur      | Tc                 | 575,4 K[42]                             |                            |
| Kritischer Druck          | pc                 | 30,9 bar[42]                            |                            |
| Verdampfungsenthalpie     | ΔVH0               | 43,89 kJ·mol−1[43]                      | beim Normaldrucksiedepunkt |
Die Temperaturabhängigkeit der Verdampfungsenthalpie lässt sich entsprechend der Gleichung ΔVH0=A·e(−βTr)(1−Tr)β (ΔVH0 in kJ/mol, Tr =(T/Tc) reduzierte Temperatur) mit A = 64,07 kJ/mol, β = 0,306 und Tc = 579 K im Temperaturbereich zwischen 298 K und 358 K beschreiben.

### Sicherheitstechnische Kenngrößen
Essigsäurebutylester bildet leicht entzündliche Dampf-Luft-Gemische. Die Verbindung hat einen Flammpunkt von 27 °C. Der Explosionsbereich liegt zwischen 1,2 Vol.‑% (58 g/m3) als untere Explosionsgrenze (UEG) und ca. 8,5 Vol.‑% als obere Explosionsgrenze (OEG). Der untere Explosionspunkt liegt bei 19,5 °C. Der maximale Explosionsdruck beträgt 8,6 bar. Die Grenzspaltweite wurde mit 1,02 mm bestimmt. Es resultiert damit eine Zuordnung in die Explosionsgruppe IIA. Die Zündtemperatur beträgt 390 °C. Der Stoff fällt somit in die Temperaturklasse T2.

## Verwendung
Die Weltjahresproduktion von Butylacetat betrug 2003 über 500.000 Tonnen. Butylacetat wird als Lösungsmittel in Beschichtungsprozessen, beispielsweise für Möbel, verwendet. In Nagellack-Produkten ist es neben Ethylacetat eines der beiden meistgenutzten Lösungsmittel. Auch in Klebstoffen, beispielsweise für die Schuh-Produktion und im Modellbau, wird es verwendet.
Butylacetat wird außerdem als Aromastoff verwendet und ist in der EU unter der FL-Nummer 09.004 für Lebensmittel allgemein zugelassen.